# Linocarpon nipae
Linocarpon nipae är en svampart som först beskrevs av Henn., och fick sitt nu gällande namn av K.D. Hyde 1989. Linocarpon nipae ingår i släktet Linocarpon, klassen Sordariomycetes, divisionen sporsäcksvampar och riket svampar.   Inga underarter finns listade i Catalogue of Life.